# ئی.جی. راتکلیف
ئی. جی. راتکلیف (انگلیسی: E. J. Ratcliffe؛ ‏ ۱۰ مارس ۱۸۶۳ – ۲۸ سپتامبر ۱۹۴۸) بازیگر اهل بریتانیا بود.
از فیلم‌ها یا برنامه‌های تلویزیونی که وی در آن نقش داشته‌است، می‌توان به سالی، نمایش نمایش‌ها، چهار پر، دزد دریایی سیاه، دیزرائیلی، تجربه و زن مطلقه اشاره کرد.